# Championnats du monde de ski nordique 1966
Championnats du monde de ski nordique. L'édition 1966 s'est déroulée à Oslo (Norvège) du 17 février au 27 février.

## Palmarès

### Ski de fond

#### Hommes
| Épreuve                                     | Or                                                                    | Argent                                                                  | Bronze                                                                 |
| 20 février : Ski de fond 15 km H            | Gjermund Eggen                                                        | Ole Ellefsæter                                                          | Odd Martinsen                                                          |
| 17 février : Ski de fond 30 km H            | Eero Mäntyranta                                                       | Kalevi Laurila                                                          | Walter Demel                                                           |
| 26 février : Ski de fond 50 km H            | Gjermund Eggen                                                        | Arto Tiainen                                                            | Eero Mäntyranta                                                        |
| 23 février : Ski de fond Relais 4 × 10 km H | Norvège Odd Martinsen Harald Grønningen Ole Ellefsæter Gjermund Eggen | Finlande Kalevi Oikarainen Hannu Taipale Kalevi Laurila Eero Mäntyranta | Italie Giulio de Florian Franco Nones Gianfranco Stella Franco Manfroi |

### Femmes
| Épreuve                                    | Or                                                                  | Argent                                                     | Bronze                                                    |
| 21 février : Ski de fond 5 km F            | Alevtina Kolchina                                                   | Klavdija Bojarskikh                                        | Rita Achkina                                              |
| 19 février : Ski de fond 10 km F           | Klavdija Bojarskikh                                                 | Alevtina Kolchina                                          | Toini Gustafsson                                          |
| 27 février : Ski de fond Relais 3 × 5 km F | Union soviétique Klavdija Bojarskikh Rita Achkina Alevtina Kolchina | Norvège Ingrid Wigernæs Inger Aufles Berit Mørdre Lammedal | Suède Barbro Martinsson Britt Strandberg Toini Gustafsson |

### Combiné nordique
| Épreuve                                   | Or          | Argent       | Bronze      |
| 21 février : Combiné nordique K90 / 15 km | Georg Thoma | Franz Keller | Alois Kälin |

### Saut à ski
| Épreuve                     | Or            | Argent           | Bronze             |
| 19 février : Saut à ski K70 | Bjørn Wirkola | Dieter Neuendorf | Paavo Lukkariniemi |
| 27 février : Saut à ski K90 | Bjørn Wirkola | Takashi Fujisawa | Kjell Sjöberg      |

### Tableau des Médailles
| Place | Nation               | Médaille d'or | Médaille d'argent | Médaille de bronze | Total |
| ----- | -------------------- | ------------- | ----------------- | ------------------ | ----- |
| 1     | Norvège              | 5             | 2                 | 1                  | 8     |
| 2     | Union soviétique     | 3             | 2                 | 1                  | 6     |
| 3     | Finlande             | 1             | 3                 | 2                  | 6     |
| 4     | Allemagne de l'Ouest | 1             | 1                 | 1                  | 3     |
| 5     | Allemagne de l'Est   | 0             | 1                 | 0                  | 1     |
| 5     | Japon                | 0             | 1                 | 0                  | 1     |
| 7     | Suède                | 0             | 0                 | 3                  | 3     |
| 8     | Suisse               | 0             | 0                 | 1                  | 1     |
| 8     | Italie               | 0             | 0                 | 1                  | 1     |